# Alpecin-Deceuninck/2023
Deze pagina geeft een overzicht van de UCI World Tour wielerploeg Alpecin-Deceuninck in 2023.

## Algemene gegevens
Sponsors: Alpecin, Deceuninck
Algemeen manager: Philip Roodhooft
Teammanager: Christoph Roodhooft
Ploegleiders: Michel Cornelisse, Kristof De Kegel, Bart Leysen, Preben Van Hecke, Rik Van Slycke, Frederik Willems, Kris Wouters
Fietsmerk: Canyon
Kleding: Kalas

## Renners
| Naam                  | Geboortedatum | Nationaliteit | Ploeg 2022                          |
| --------------------- | ------------- | ------------- | ----------------------------------- |
| Maurice Ballerstedt   | 16-01-2001    | Duitsland     |                                     |
| Tobias Bayer          | 17-11-1999    | Oostenrijk    |                                     |
| Nicola Conci          | 05-01-1997    | Italië        | Alpecin-Deceuninck Development Team |
| Dries De Bondt        | 04-07-1991    | België        |                                     |
| Silvan Dillier        | 03-08-1990    | Zwitserland   |                                     |
| Samuel Gaze           | 12-12-1995    | Nieuw-Zeeland |                                     |
| Robbe Ghys            | 11-01-1997    | België        | Sport Vlaanderen-Baloise            |
| Michael Gogl          | 04-11-1993    | Oostenrijk    |                                     |
| Kaden Groves          | 23-12-1998    | Australië     | Team BikeExchange-Jayco             |
| Quinten Hermans       | 29-07-1995    | België        | Intermarché-Wanty-Gobert Matériaux  |
| Jimmy Janssens        | 30-05-1989    | België        |                                     |
| Søren Kragh Andersen  | 10-08-1994    | Denemarken    | Team DSM                            |
| Alexander Krieger     | 28-11-1991    | Duitsland     |                                     |
| Senne Leysen          | 18-03-1996    | België        |                                     |
| Jakub Mareczko        | 30-04-1994    | Italië        |                                     |
| Xandro Meurisse       | 31-01-1992    | België        |                                     |
| Stefano Oldani        | 10-01-1998    | Italië        |                                     |
| Jason Osborne         | 20-03-1994    | Duitsland     | Alpecin-Deceuninck Development Team |
| Jasper Philipsen      | 02-03-1998    | België        |                                     |
| Edward Planckaert     | 01-02-1995    | België        |                                     |
| Jensen Plowright      | 15-05-2000    | Australië     | Equipe continentale Groupama-FDJ    |
| Jonas Rickaert        | 07-02-1994    | België        |                                     |
| Oscar Riesebeek       | 23-12-1992    | Nederland     |                                     |
| Kristian Sbaragli     | 08-05-1990    | Italië        |                                     |
| Ramon Sinkeldam       | 09-02-1989    | Nederland     | Groupama-FDJ                        |
| Robert Stannard       | 16-09-1998    | Australië     |                                     |
| Lionel Taminiaux      | 21-05-1996    | België        |                                     |
| Fabio Van Den Bossche | 21-09-2000    | België        |                                     |
| Mathieu van der Poel  | 19-01-1995    | Nederland     |                                     |
| Gianni Vermeersch     | 19-11-1992    | België        |                                     |

### Vertrokken
| Naam                     | Geboortedatum | Nationaliteit       | Ploeg 2023                          |
| ------------------------ | ------------- | ------------------- | ----------------------------------- |
| Edward Anderson          | 18-04-1998    | Verenigde Staten    | ?                                   |
| Sjoerd Bax               | 06-01-1996    | Nederland           | UAE Team Emirates                   |
| Floris De Tier           | 20-01-1992    | België              | Bingoal Pauwels Sauces WB           |
| Tim Merlier              | 30-10-1992    | België              | Soudal-Quick Step                   |
| Scott Thwaites           | 12-02-1990    | Verenigd Koninkrijk | Gestopt                             |
| Guillaume Van Keirsbulck | 14-02-1991    | België              | Bingoal Pauwels Sauces WB           |
| David van der Poel       | 15-06-1992    | Nederland           | Alpecin-Deceuninck Development Team |
| Julien Vermote           | 26-07-1989    | België              | ?                                   |
| Jay Vine                 | 16-11-1995    | Australië           | UAE Team Emirates                   |

## Overwinningen
| Wereldkampioenschappen wielrennen Wegrit: Mathieu van der Poel Tirreno-Adriatico 3e etappe: Jasper Philipsen 7e etappe: Jasper Philipsen Milaan-San Remo Mathieu van der Poel Classic Brugge-De Panne Jasper Philipsen Ronde van Catalonië 4e etappe: Kaden Groves 6e etappe: Kaden Groves Volta Limburg Classic Kaden Groves Scheldeprijs Jasper Philipsen Parijs-Roubaix Mathieu van der Poel Ronde van Bretagne 5e etappe: Jakub Mareczko* Eschborn-Frankfurt Søren Kragh Andersen Ronde van Italië 5e etappe: Kaden Groves Antwerp Port Epic Dries De Bondt | Ster ZLM Toer 2e etappe: Jakub Mareczko Elfstedenronde Jasper Philipsen Ronde van België 1e etappe: Jasper Philipsen 4e etappe: Mathieu van der Poel Eindklassement: Mathieu van der Poel Puntenklassement: Mathieu van der Poel Ronde van Frankrijk 3e etappe: Jasper Philipsen 4e etappe: Jasper Philipsen 7e etappe: Jasper Philipsen 11e etappe: Jasper Philipsen Puntenklassement: Jasper Philipsen Ronde van Wallonië 3e etappe: Timo Kielich ** Puntenklassement: Timo Kielich ** Renewi Tour 1e etappe: Jasper Philipsen Ronde van Spanje 4e etappe: Kaden Groves 5e etappe: Kaden Groves 21e etappe: Kaden Groves Puntenklassement: Kaden Groves | Kampioenschap van Vlaanderen Jasper Philipsen Super 8 Classic Mathieu van der Poel Gooikse Pijl Jasper Philipsen Parijs-Chauny Jasper Philipsen Ronde van Luxemburg Puntenklassement: Søren Kragh Andersen Visit Friesland Elfsteden Race Jasper Philipsen Ronde van Turkije 1e etappe: Jasper Philipsen 2e etappe: Jasper Philipsen 4e etappe: Jasper Philipsen 8e etappe: Jasper Philipsen Puntenklassement: Jasper Philipsen Ronde van Guangxi Sprintklassement: Dries De Bondt |

* als lid van het opleidingsteam
** is lid van het opleidingsteam
Mannen: 2009 · 2010 · 2011 · 2012 · 2013 · 2014 · 2015 · 2016 · 2017 · 2018 · 2019 · 2020 · 2021 · 2022 · 2023 · 2024 · 2025
Vrouwen: 2020 · 2021 · 2022 · 2023 · 2024 · 2025
AG2R-Citroën · Alpecin-Deceuninck · Astana Qazaqstan · Bahrain Victorious · BORA-hansgrohe · Cofidis · EF Education-EasyPost · Groupama-FDJ · INEOS Grenadiers · Intermarché-Circus-Wanty  · Jumbo-Visma · Movistar Team · Soudal-Quick Step · Team Arkéa Samsic · Team DSM · Team Jayco AlUla · Trek-Segafredo · UAE Team Emirates